# Бегунчик зубастый
Бегунчик зубастый (лат. Bembidion dentellum) — вид жуков-жужелиц из подсемейства трехин. Распространён в Европе и России. Обитают на теневых рек, заболоченных пойменных лугах. Длина тела имаго 5—5,5 мм. Тело чёрное. Голова и переднеспинка тёмно-бронзовые. Надкрылья буро-жёлтые, с металлическим блеском. Пятно впереди и волнистые перевязи посередине и сзади металлически чёрные.